# Societatea Thule

Societatea Thule (germană: Thule-Gesellschaft), original numită Studiengruppe für germanisches Altertum (Grup de Studiu al Antichității germane), a fost un grup ocult, rasist și völkisch din München, Germania. Membrii grupului credeau în „teoria pământului gol”, iar denumirea este dată după Ultima Thule (greacă Θούλη), vechea capitală din Hyperborea, un tărâm mitologic necunoscut din nordul îndepărtat. Societatea este notabilă pentru că a sponsorizat Partidul Muncitoresc German (Deutsche Arbeiterpartei, DAP), organizație care a fost reorganizată de Adolf Hitler ca Partidul Nazist. În Germania de după Primul Război Mondial era „la modă” ca astfel de societăți secrete să sprijine organizații paramilitare.

## Istoria
Societatea Thule a fost inițial un „grup de studiu german” condus de către Walter Nauhaus, un veteran de război rănit în Primul Război Mondial, fost student la arte în Berlin care a ajuns să la conducerea societății Germanenorden (sau „Ordinul Teuton”), o societate secretă fondată în 1911 și numită oficial în anul următor. În 1917  Nauhaus s-a mutat la München; societatea sa Thule-Gesellschaft a fost o acoperire pentru ramura Germanenorden din München, dar evenimentele au cunoscut evoluții diferite ca urmare a unei schisme în Ordin. În 1918, Nauhaus a fost contactat în München de Rudolf von Sebottendorf (sau von Sebottendorff), un ocultist și noul conducător ales pe toată provincia Bavaria a unei părți schismatice a fostei societăți Germanenorden din München. Cei doi bărbați au devenit asociați într-o campanie de recrutare și Sebottendorff a adoptat la 18 august 1918 Societatea Thule a lui Nauhaus ca pe o acoperire pentru loja din München a Germanenorden Walvater.

## Activități
Societatea Thule a avut 250 de adepți în München și cca. 1500 în toată Bavaria. Se întâlneau în hotelul de lux Hotel Vierjahreszeiten din München.

## Asocierea cu nazismul
Ian Kershaw, biograful lui Hitler, a inclus pe Rudolf Hess, Alfred Rosenberg, Hans Frank, Julius Lehmann, Gottfried Feder, Dietrich Eckart și Karl Harrer în lista membrilor organizației. Nicholas Goodrick-Clarke, un expert în societatea Thule, a considerat că Hans Frank și Rudolf Hess erau membrii Thule, în timp ce alți conducători naziști erau doar un fel de invitați ai societății Thule sau nu au avut nicio legătură cu aceasta. Nu există nicio dovadă că Hitler ar fi făcut parte din societatea Thule.
Teza că ocultismul (Societatea Thule) a fost la originea nazismului a fost enunțată de liderul Societății Thule și respinsă cu dezgust de Partidul Nazist (care căuta să nu ofenseze germanii) drept asociere cu oameni rău-famați. În istoriografia secolului XXI această teză nu mai este creditată.